# Alexander Forbes, 10:e lord Forbes
Alexander Forbes, 10:e lord Forbes, född 1601, död den 20 april 1672 i Stockholm, var en skotsk krigare.
Forbes, som uppges ha tjänat i svenska hären under Gustav Adolf, stred 1643 i skotska armén på Irland och erhöll den 16 augusti 1652 ett privilegium av drottning Kristina att vid det svenska rikets kuster uppta sjunkna fartyg. I den verksamheten knöt han till sig bland andra Ian Bulmer, adelsmannen Hans Albrecht von Treileben samt Jacob Maul.
Han gifte sig 1618 med Anna Forbes. Efter hennes död gifte han sig 1627 med Elizabeth Forbes.

## Fotnoter
1. ↑  Darryl Roger Lundy, The Peerage, The Peerage person-ID: p44736.htm#i447360.[källa från Wikidata]
2. 1 2  The Peerage person-ID: p44736.htm#i447360, läst: 7 augusti 2020.[källa från Wikidata]
3. 1 2 3 4 5 6 7 8 9 10 11 12 13 14 15 16 17 18 19 20 21 22 23 24  Darryl Roger Lundy, The Peerage.[källa från Wikidata]